# Гласност
Гласност (рус. гла́сность; дословно: отвореност) је израз којим се описује политика друштвених реформи политичког система у Совјетском Савезу 1980-их које је покренуо тадашњи вођа КПСС Михаил Горбачов с циљем либерализације друштвеног и политичког живота, пре свега кроз увођење слободе говора, укидање цензуре, пуштање политичких затвореника те увођење слободних, тајних и непосредних избора за совјетске органе власти, који су дотле били под чврстом контролом Партије. Горбачов је политику гласности објавио недуго након доласка на власт у пролеће 1985. године и настојао је проводити заједно са перестројком, односно скупом економских реформи којим је у дотадашњу совјетску планску привреду требало увести елементе слободног тржишта.
Обе иницијативе су као своју сврху имале модернизацију Совјетског Савеза, који је након деценија Брежњевљеве стагнације био финансијски и материјално исцрпљен те све мање способан да се равноправно супротстави САД и Западу у Хладном рату. Гласност је својим заокретом у односно на ранију репресивну политику такође требало да избије главни пропагандни аргумент из руку антисовјетских кругова у иностранству. Горбачов је на кратки рок у томе постигао свој циљ, стекавши бројне симпатије у свету које ће кулминисати Нобеловом наградом за мир.
Гласност је, међутим, на унутрашњем плану имала кобне последице по совјетску државу и режим, с обзиром да је нестанком дотадашњих ограничења дошло до експлозије деценијама акумулисаног незадовољства у скоро свим друштвеним слојевима и групама. То је постало највидљивије у појединим републикама Совјетског Савеза где су новостворене реформе најбоље искористили националисти, пре свега у балтичким републикама, Грузији, Азербејџану и, у мањој мери, Украјини, како би дошли на власт и почели тражити независност. Тај концепт су, на крају, почели да прихватају и антикомунисти и либерали у самој Русији, те искористили неуспели пуч у августу 1991. године да дођу на власт и доведу до нестанка Совјетског Савеза неколико месеци касније.

## Историјска употреба
Активисткиња за људска права Људмила Алексејева тврди да је реч гласност у руском језику већ неколико стотина година као уобичајен појам: „Била је у речницима и правним књигама од кад су постојали речници и закони. То је био обична, вредан, неописна реч која је коришћена у контекстру процеса, било који процес правде или управљања, који се спроводи на отвореном." Средином 1960-их поново добија актуелни значај у дискурсу који се тиче унутрашње политике Совјетског Савеза доба Хладног рата.

## У СССР-у

### Дисиденти
Такви протести против затворених суђења наставили су се током пост-Стаљинове ере. Андреј Сахаров, на пример, није отпутовао у Осло да прими Нобелову награду за мир због свог јавног протеста испред зграде суда у Виљнусу захтевајући приступ суђењу Сергеју Коваљеву из 1976. године, уреднику Хронике актуелних догађаја и истакнутом активисти за људска права.

### Горбачов
Године 1986, совјетски генерални секретар Михаил Горбачов и његови саветници усвојили су гласност као политички слоган, заједно са термином перестројка. Александар Јаковљев, шеф Одељења за пропаганду Комунистичке партије Совјетског Савеза, сматра се интелектуалном снагом која стоји иза Горбачовљевог реформског програма.
Гласност је схваћена као повећана отвореност и транспарентност државних институција и активности у Совјетском Савезу (СССР). Гласност је одражавала посвећеност администрације Горбачова да омогући совјетским грађанима да јавно расправљају о проблемима свог система и потенцијалним решењима. Горбачов је охрабривао испитивање јавности и критику лидера, као и известан ниво изложености од стране масовних медија.
Неки критичари, посебно међу правним реформаторима и дисидентима, сматрали су нове слогане совјетских власти као нејасне и ограничене алтернативе основнијим слободама. Алексеј Симонов, председник Одбрамбене фондације Гласност, критички дефинише тај термин сугеришући да је то „корњача која пузи ка слободи говора“.

#### Разна значења
У „Ери гласности“ дошло је до већег контакта између совјетских грађана и западног света, посебно Сједињених Држава: ограничења путовања су опуштена за многе совјетске грађане, што је додатно ублажило притиске на међународну размену између Совјетског Савеза и Запада.

#### Међународни односи
Током Гласности, совјетска историја под Стаљином је преиспитана; цензурисана литература у библиотекама постала је шира доступна; и постојала је већа слобода говора за грађане и отвореност у медијима. Било је то касних 1980-их када је већина људи у Совјетском Савезу почела да учи о Стаљиновим злочинима и сазнала за раније потиснуте догађаје.
Информације о наводно вишем квалитету робе широке потрошње и квалитету живота у Сједињеним Државама и Западној Европи почеле су да се преносе совјетском становништву, заједно са западном популарном културом.

## Изван Совјетског Савеза
Гласност је наишла на различит пријем у комунистичким државама, посебно ван Источног блока.

### Подршка
Гласност и сличне реформе примењене су у следећим комунистичким државама:
- Бугарска[14]
- Чехословачка
- Источна Немачка[15]
- Мађарска[16]
- Монголија[17]
- Пољска[18]
- Вијетнам (погледајте đổi mới)[19]

Даље, у социјалистичкој држави Југославији, сличне реформе су постојале и прве веће реформе почеле су у Словенији.

### Опозиција
Гласност или сличне реформе нису примењене у следећим комунистичким државама:
- Кина (имала је своје реформе које нису инспирисане Совјетским Савезом)[21][22]
- Куба
- Лаос
- Северна Кореја[19]
- Румунија (супротставио се Николаје Чаушеску)[23]

## У Русији од 1991
Потпуна забрана цензуре садржана је у члану 29 новог Устава Руске Федерације из 1993. године. Ово је, међутим, предмет сталних контроверзи у савременој Русији због појачаних владиних интервенција које ограничавају приступ информацијама руским грађанима, укључујући интернет цензуру. Такође је постојао притисак на државне медије да не објављују или дискутују о одређеним догађајима или темама последњих година. Праћењем кршења медијских права у периоду од 2004. до 2013. године утврђено је да су случајеви цензуре најчешће пријављивани вид кршења.